# Hawaiʻi State Route 440
Die Hawaiʻi State Route 440 ist die einzige State Route auf der Insel Lānaʻi im US-Bundesstaat Hawaii.
Sie besitzt lediglich regionale Bedeutung und verbindet das Touristengebiet an der Südküste mit der einzigen Ortschaft der Insel und dem Flughafen Lānaʻi. 

## Verlauf
Die Straße beginnt am Mānele Harbour und führt steil ansteigend in nördlicher Richtung nach Lānaʻi City, wo sie kurz hinter dem Ortseingang in westlicher Richtung mit dem Endpunkt Kaumalapau Harbour weiterführt. Die Gesamtlänge liegt bei etwa 13,5 Meilen (22 Kilometer). Der südliche Abschnitt ist auch als Mānele Road, der westliche als Kaumalapau Highway bekannt.